# Devoniano
| Período Devoniano Há 419.2–358.9 milhões de anos PreЄ Є O S D C P T J K Pg N |                                                                                               |
| |                                                                                               |
| Teor médio de o2 atmosférico durante o período | ca. 15 Vol % (75 % do nível atual)                                                            |
| Teor médio do CO2 atmosférico durante o período | ca. 2200 ppm (8 vezes o nível pré-industrial)                                                 |
| Temperatura média da superfície durante o período | ca. 20 °C (6 °C acima do nível atual)                                                         |
| Nível do mar (acima dos dias de hoje) | Relativamente estável por volta dos 180 m, gradualmente caindo para 120 m ao longo do período |
| Acontecimentos do Período Devonianoview • Discussão • -420 —–-415 —–-410 —–-405 —–-400 —–-395 —–-390 —–-385 —–-380 —–-375 —–-370 —–-365 —–-360 —–-355 — Siluriano LochkovianoPragianoEmsianoEifelianoGivetianoFrasnianoFameniano Carboní- fero ←Cherte de Rhynie←Evento Hangenberg←Evento Kellwasser←Disseminação generalizada de arbustos e árvores←Início de glaciação na América do Sul←Fauna de Hunsrück D e v o n i a n o PaleozoicoEventos-chave do período Devoniano. Escala do eixo: milhões de anos antes do presente. |                                                                                               |

Na escala de tempo geológico, o Devoniano ou Devónico, é o período da era Paleozoica do éon Fanerozoico que está compreendido entre há 419,62 milhões e 358,86 milhões de anos, aproximadamente. O período Devoniano sucede o período Siluriano e precede o período Carbonífero, ambos de sua era. Divide-se nas épocas Devoniana Inferior, Devoniana Média e Devoniana Superior, da mais antiga para a mais recente. Neste período se formaram muitos depósitos de petróleo e gás natural que temos hoje.

## Paleogeografia
Neste período os continentes de Laurentia e Báltica colidem e formam o continente de Euramérica, reduzindo o número de continentes do mundo para três (os outros dois são Sibéria, no norte, e Gondwana, no sul). Os continentes começam a se aproximar cada vez mais, já indicando sua futura união para formar Pangeia. O clima era quente e o nível dos oceanos era alto, o que fez com que muitas terras fossem cobertas por mares rasos, onde proliferavam grandes recifes de coral.

## Fauna
Durante o Devoniano ocorreu a proliferação dos peixes, que dominaram de vez os ambientes aquáticos, motivo pelo qual o Devoniano é conhecido como "Era dos Peixes"; Além dessa proliferação, surgem os primeiros peixes com mandíbula. Surgem também os primeiros tubarões e os placodermos assumem o trono no topo da cadeia alimentar, porém se extinguem no final do período. Além disso, é neste período que surgem os primeiros anfíbios. Os graptólitos graptolóides extinguem-se e os trilobites iniciam sua decadência. Neste período também surgem as primeira formas de ammonoides, que só serão extintos no final do período Cretáceo, junto com os dinossauros. Com relação a vida terrestre, esta permanece dominada por artrópodes, dentre eles escorpiões e centopeias.

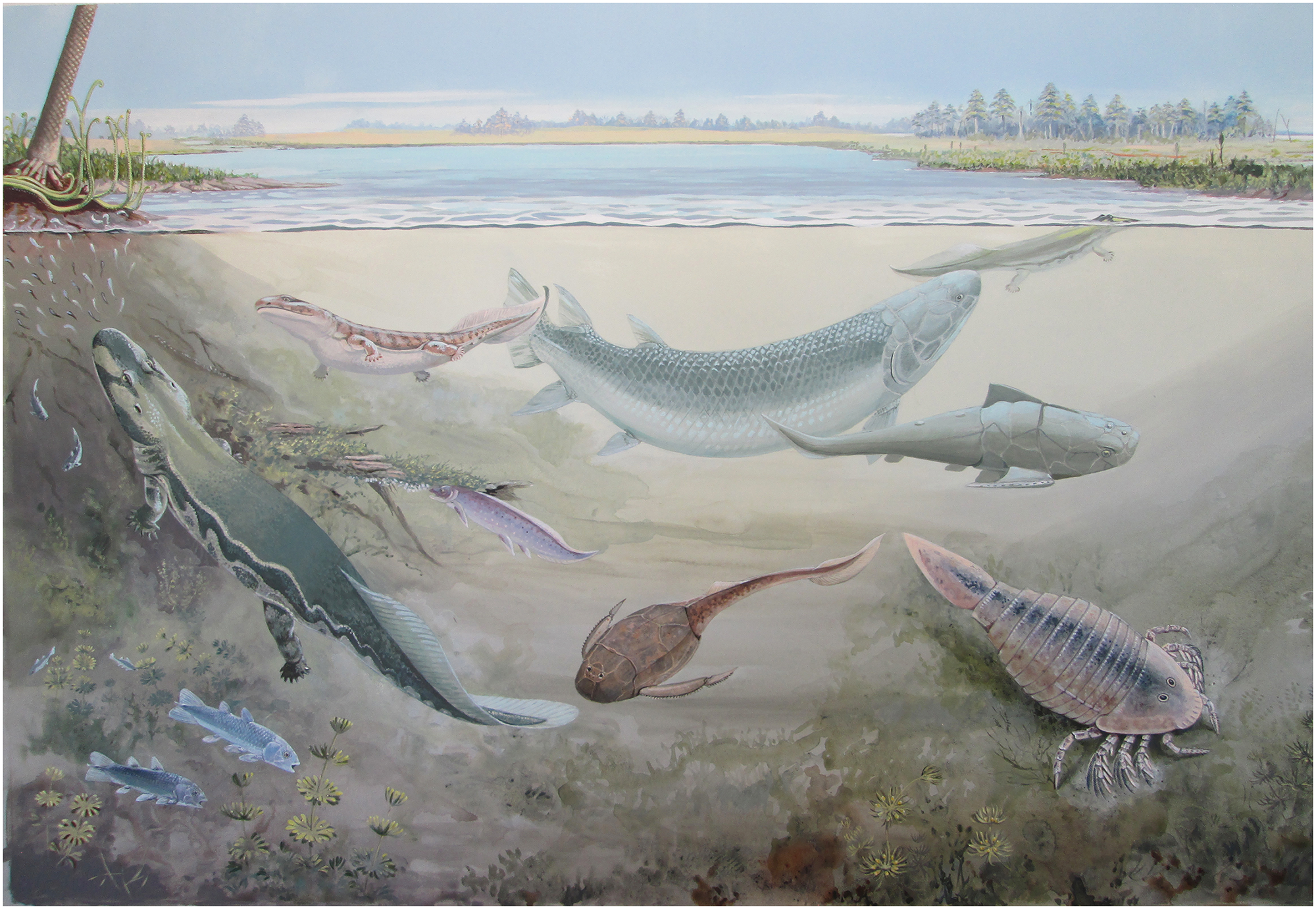
O período Devoniano viu o desenvolvimento dos primeiros tubarões, peixes placodermos blindados e vários peixes com nadadeiras lobadas, incluindo as espécies de transição aos tetrápodes.
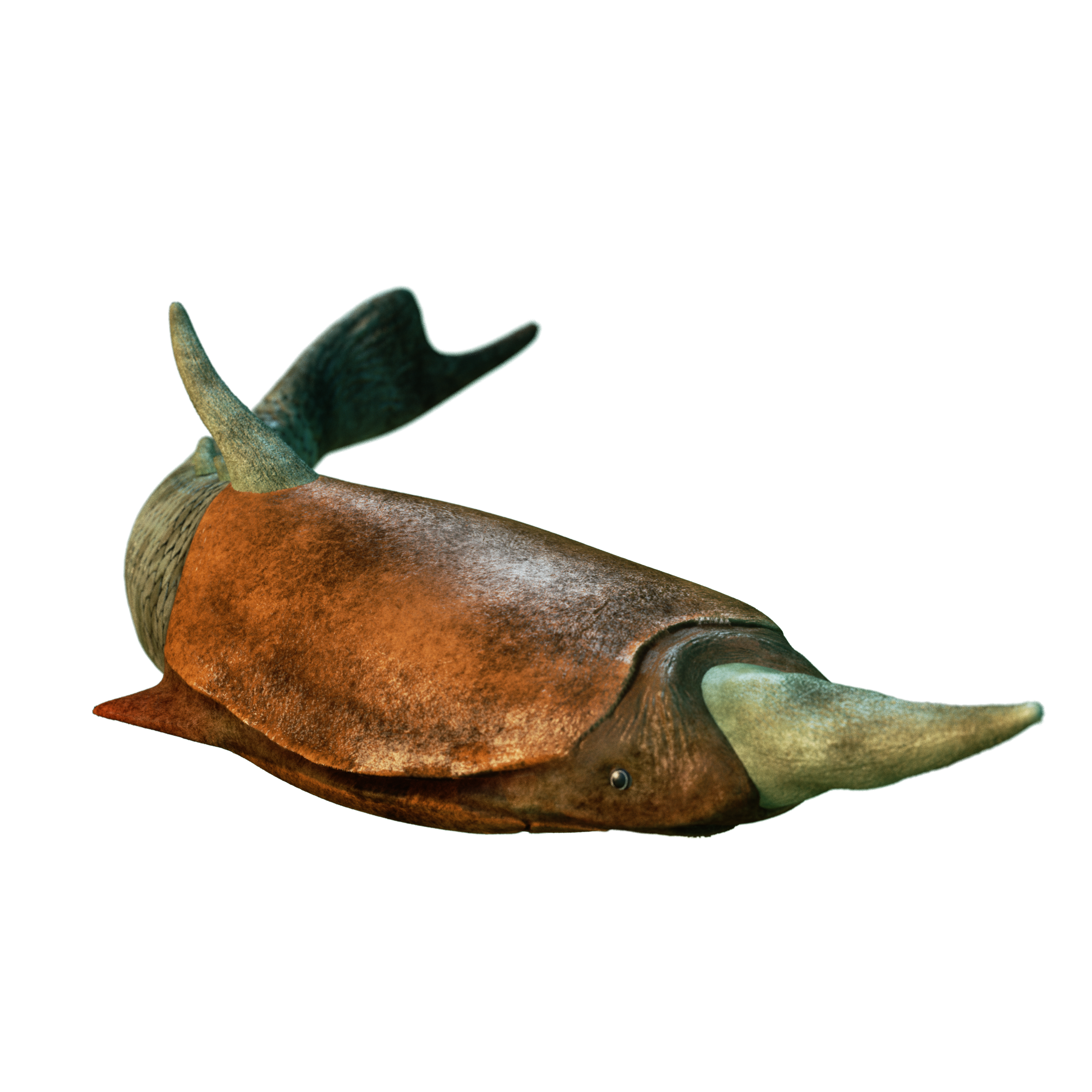
Pteraspis dunensis Um peixe ostracodermo Local: Europa Comprimento: 20 cm
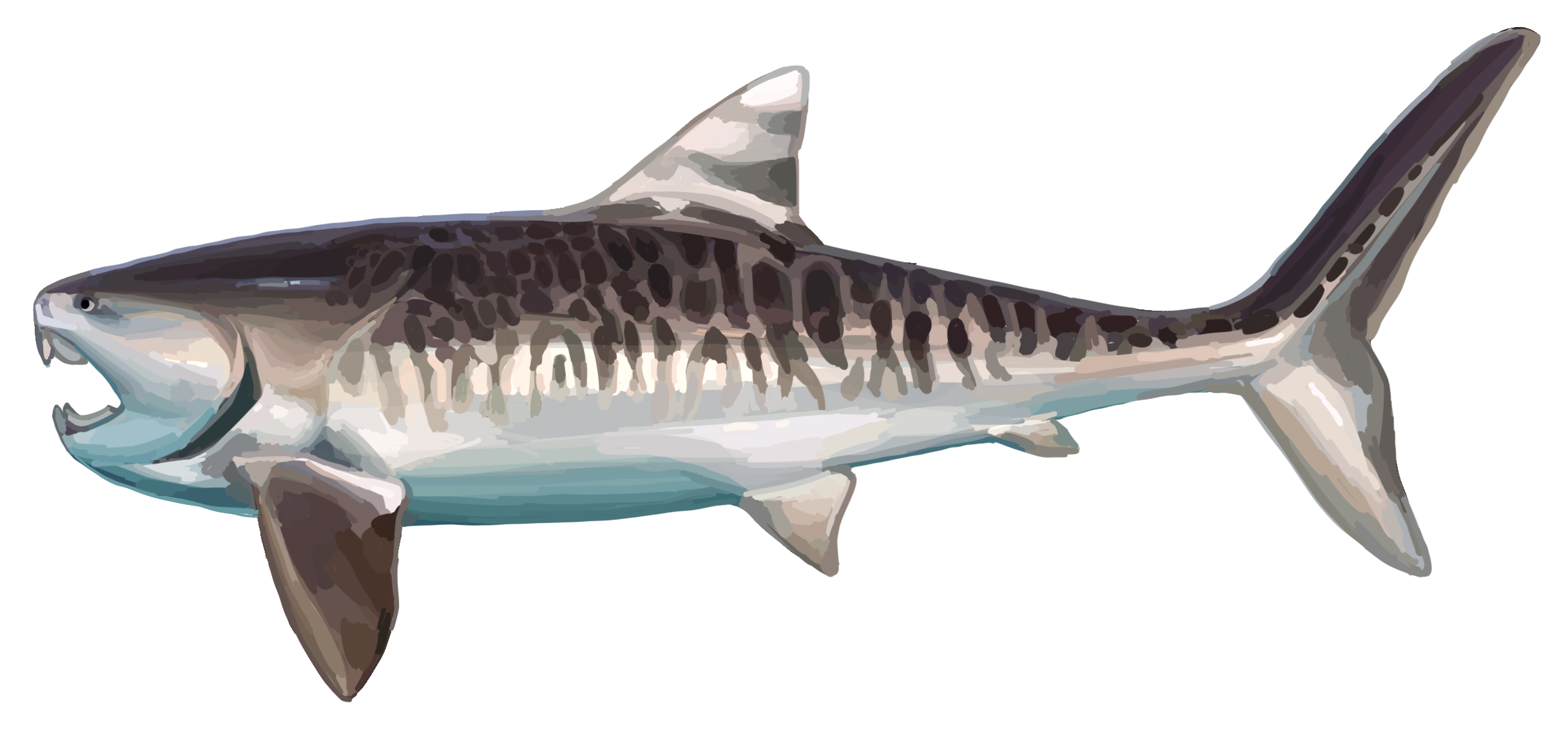
Dunkleosteus Um peixe placodermo Local: Estados Unidos Comprimento: 6 m
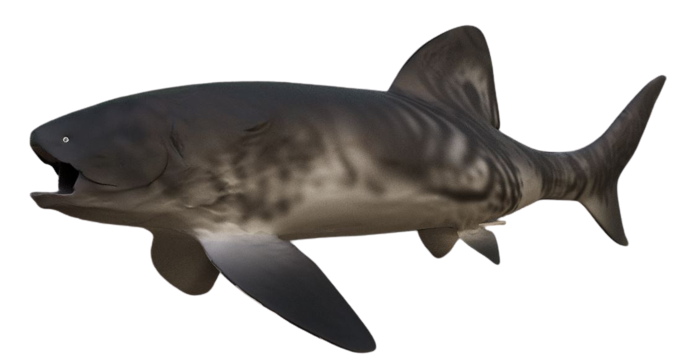
Titanichthys Um peixe placodermo
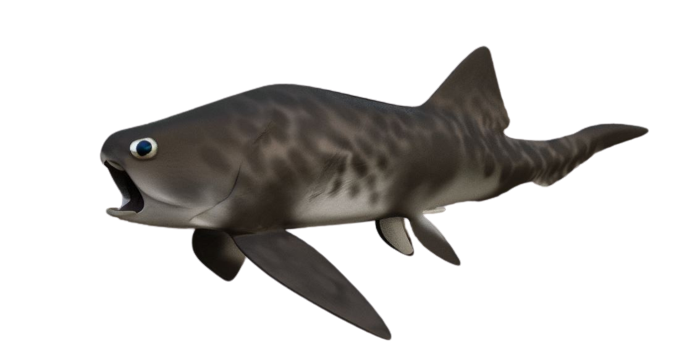
Coccosteus Um peixe placodermo Local:  Europa e América do Norte Comprimento: 24 cm
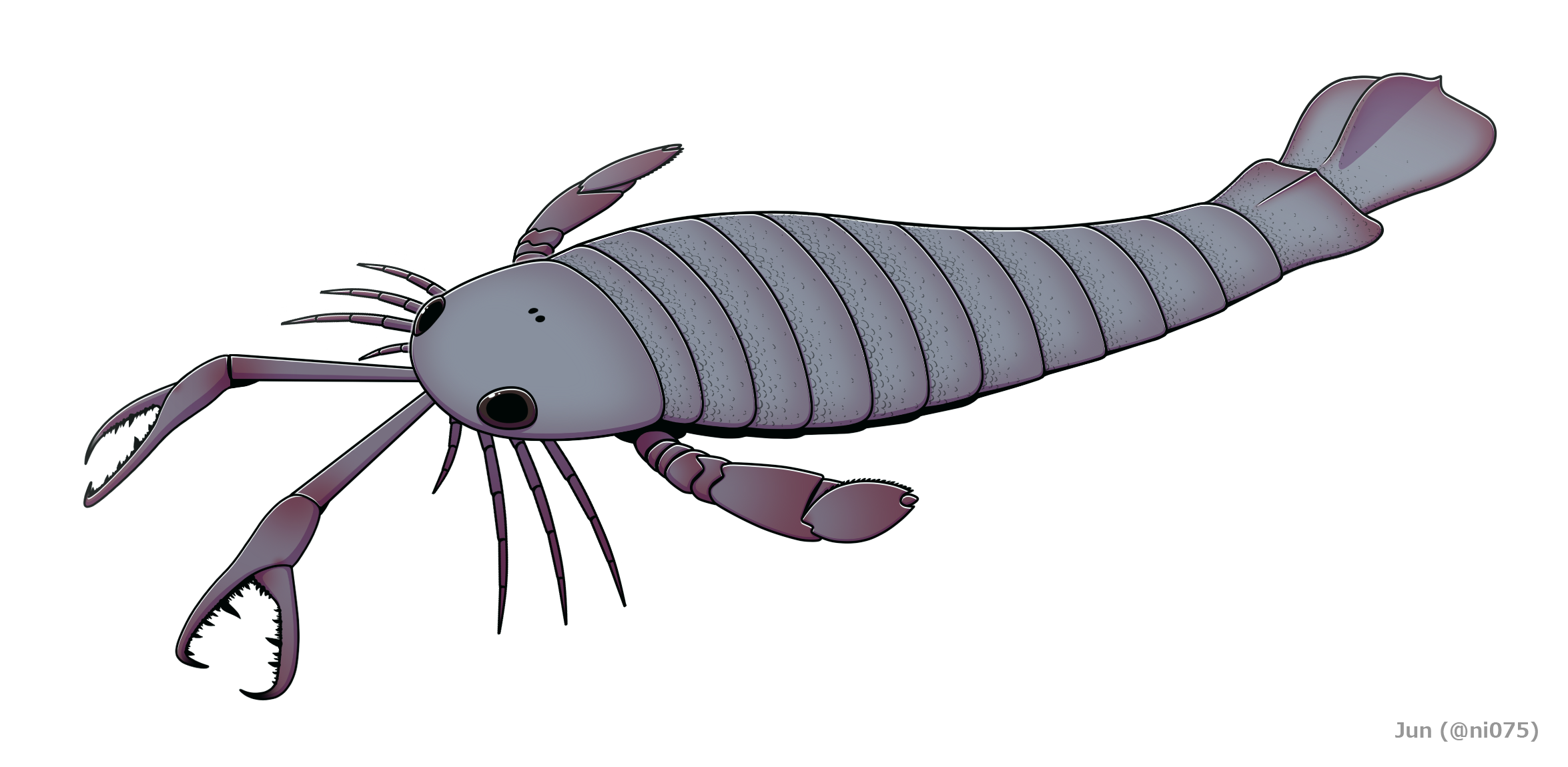
Jaekelopterus rhenaniae um escorpião marinho Local: Alemanha Comprimento: 2,5 m
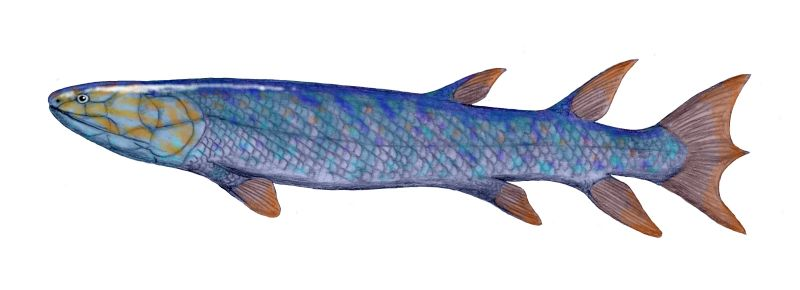
Eusthenopteron foordi um peixe sarcopterígio Local: Europa e Canadá Comprimento: 1,2 m
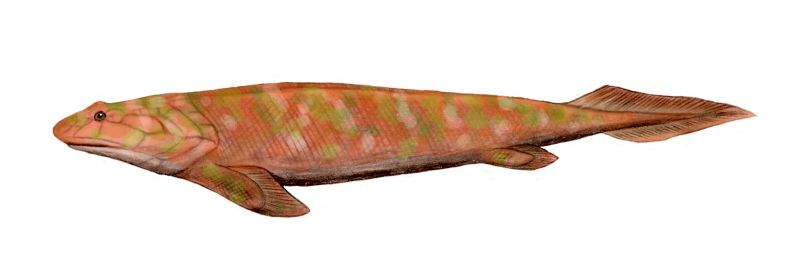
Panderichthys um peixe sarcopterígio
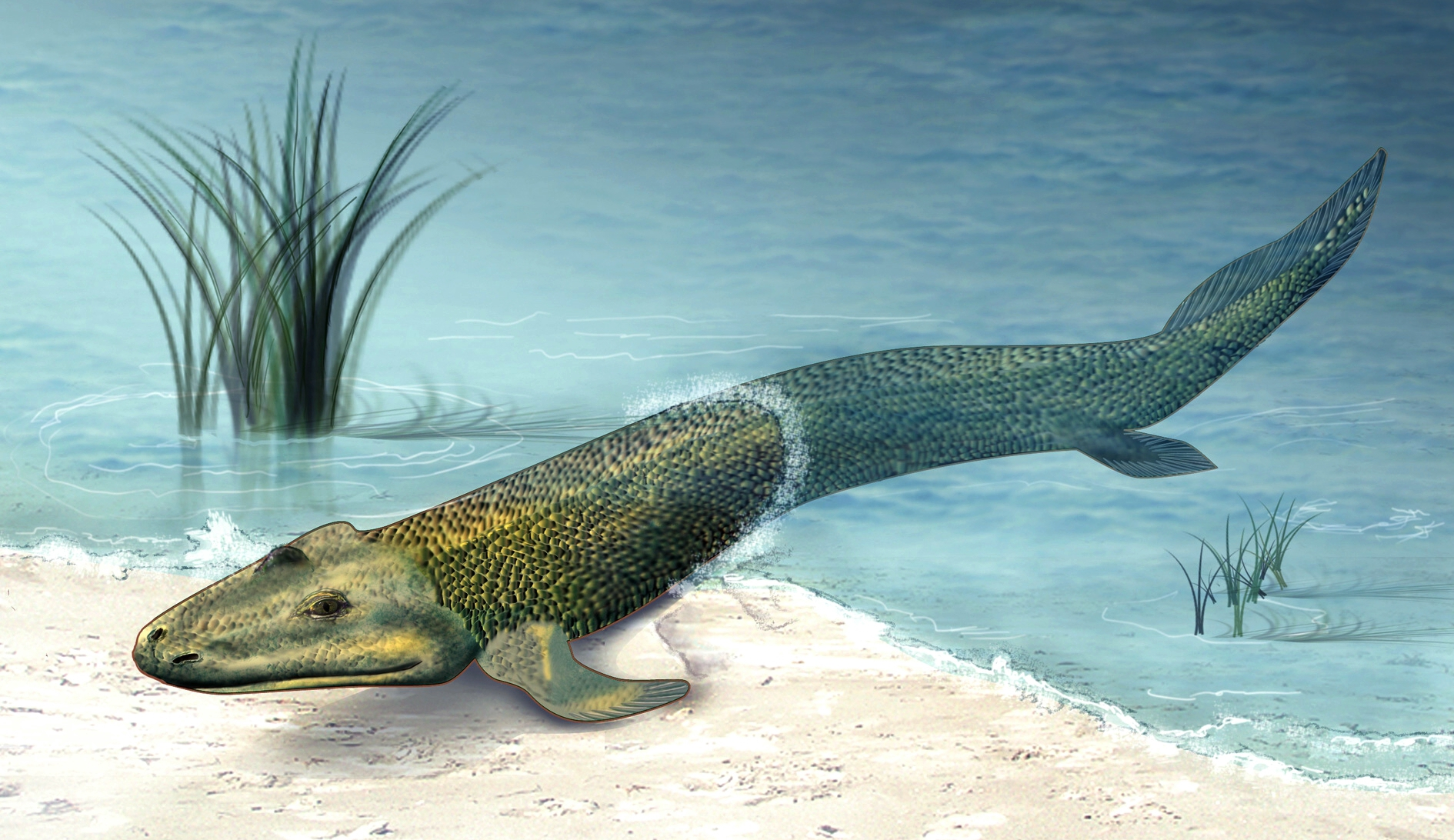
Tiktaalik um peixe sarcopterígio
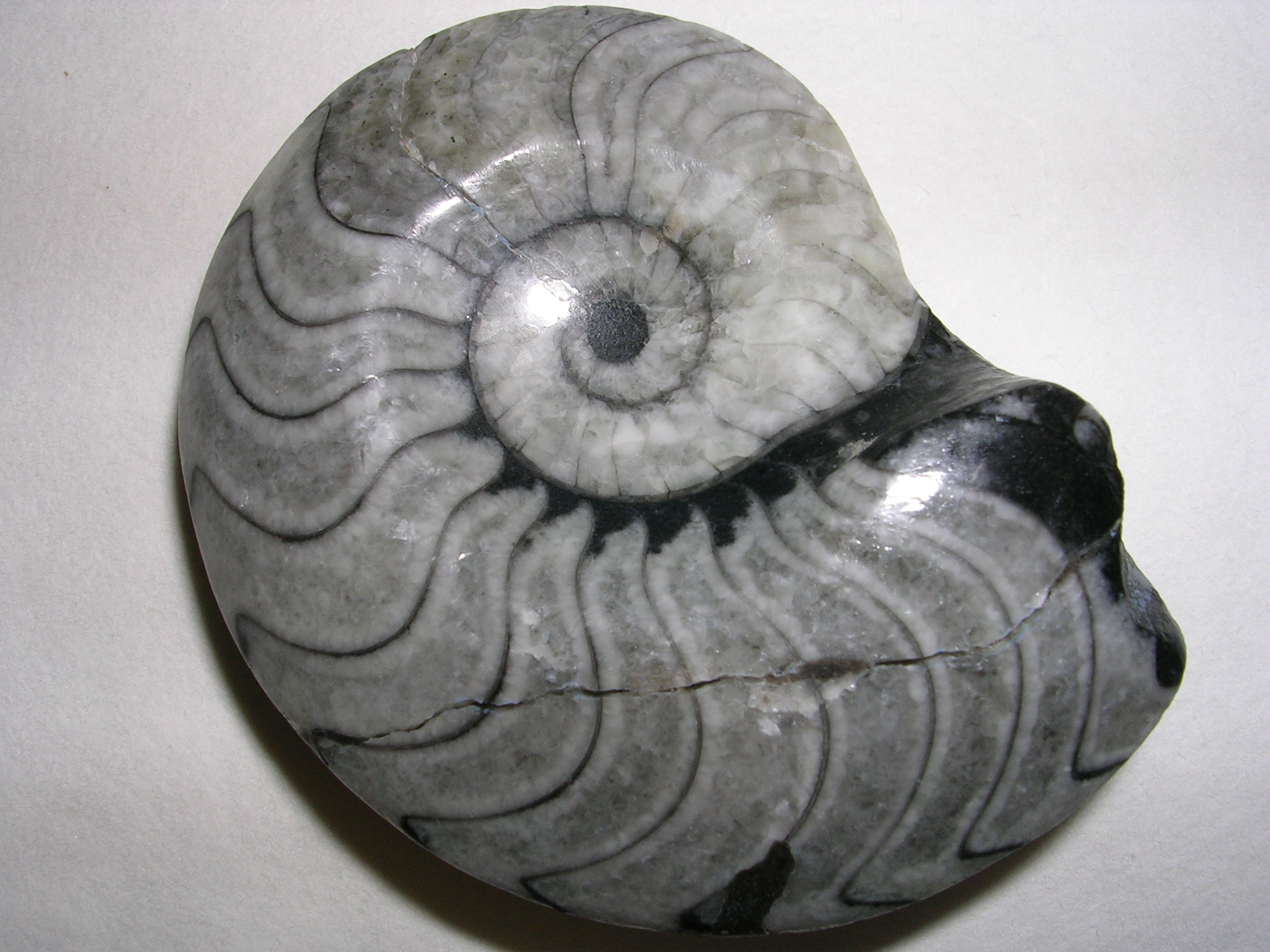
Goniatites um amonite Local: Norte da África Diâmetro: 13 cm
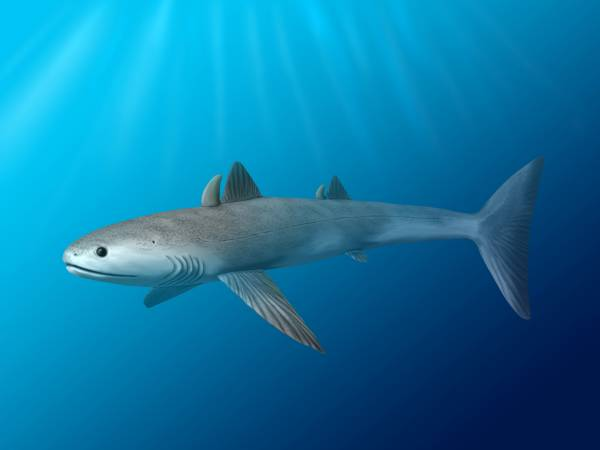
Cladoselache Um tubarão primitivo Local: Europa e América do Norte Comprimento: 1,8 m
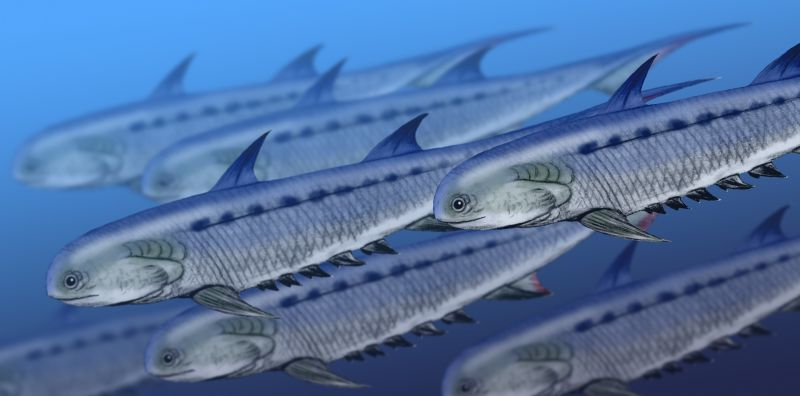
Climatius Um peixe acantódio Local: Europa e América do Norte Comprimento: 55 cm
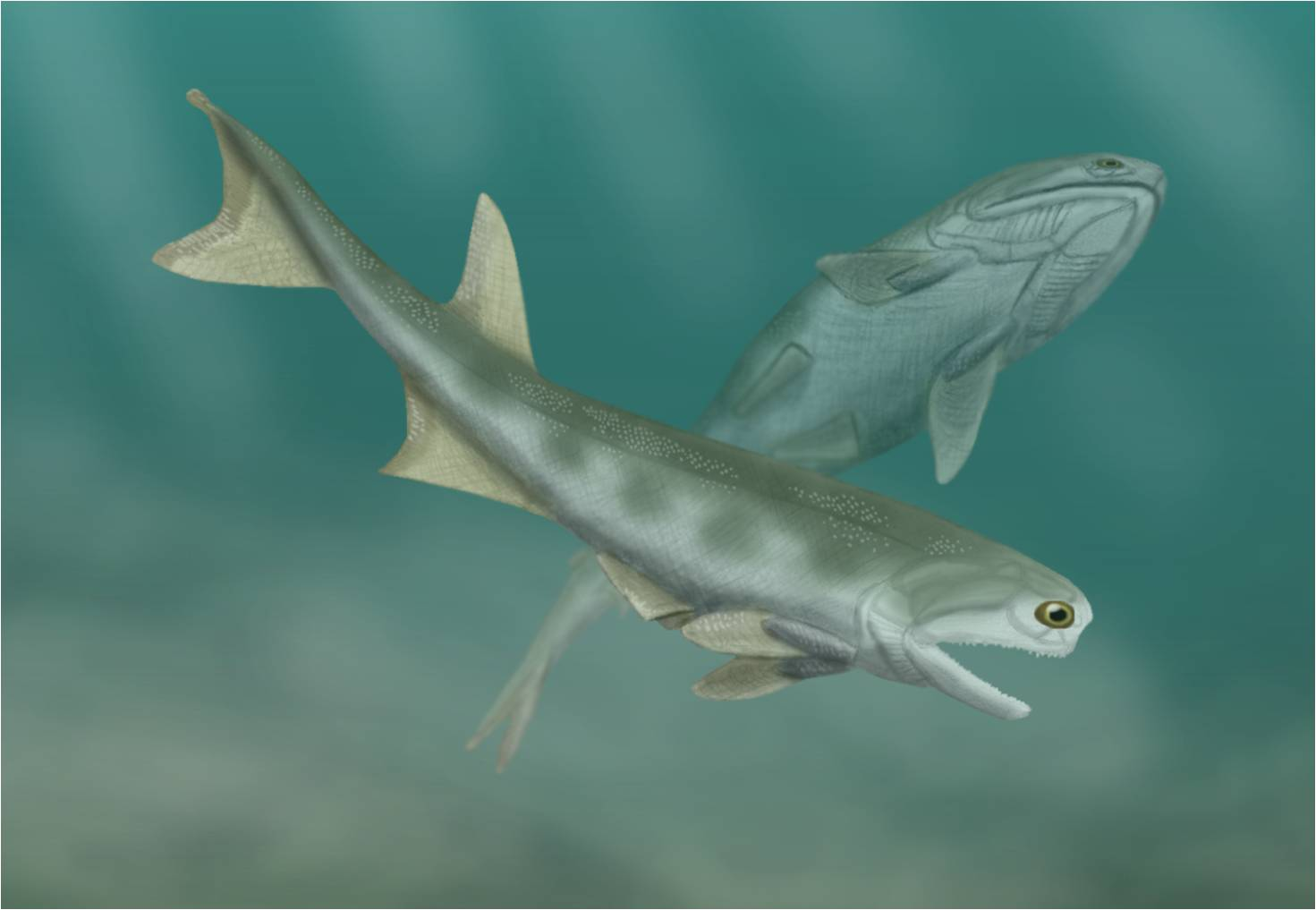
Cheirolepis Um peixe actinopterígeo Local: América do Norte Comprimento: 5,5 cm a 7,5 cm
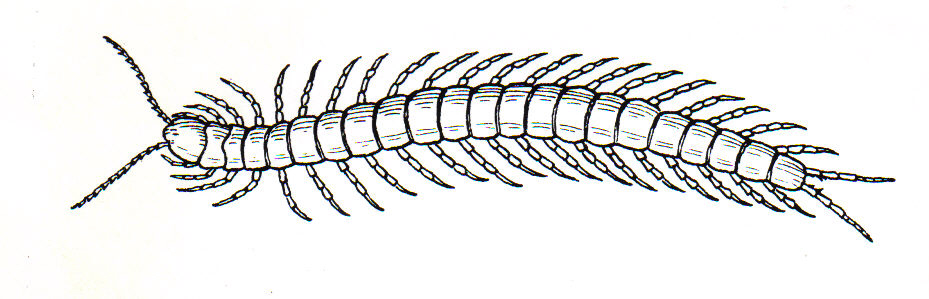
Archidesmus macnicoli Um miriápode Local: Escócia Comprimento: 5 cm
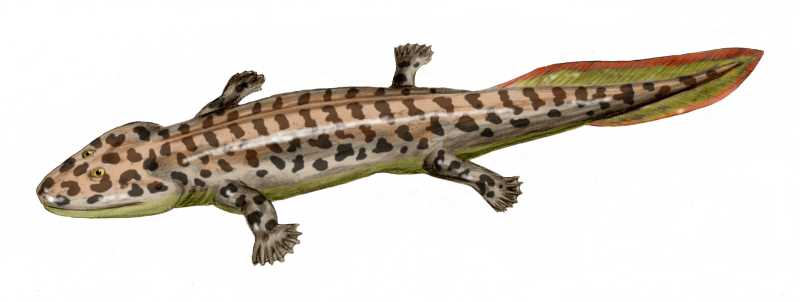
Acanthostega um tetrápode.
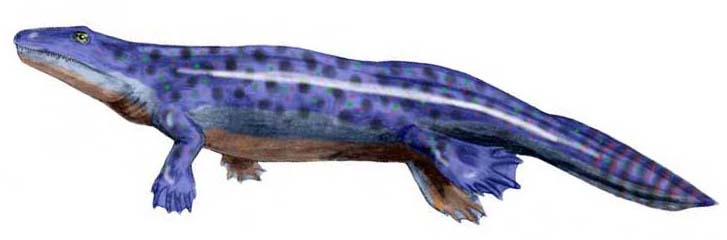
Ichthyostega stensioei um tetrápode Local: Groenlândia Comprimento: 1 m
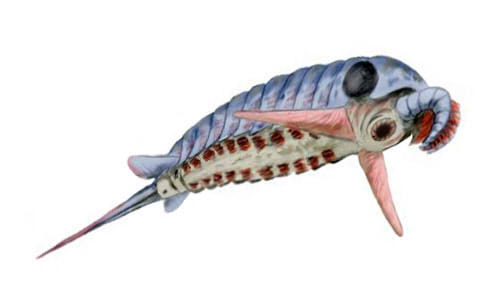
Schinderhannes, um membro da família Anomalocaridae.
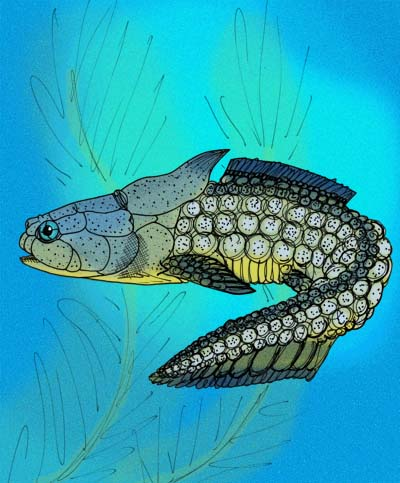
Palaeacanthaspis, um placodermo.
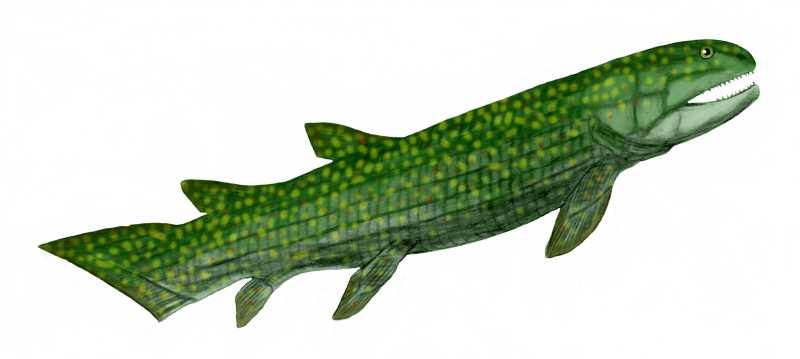
Gogonasus, um tetrapodomorfo.
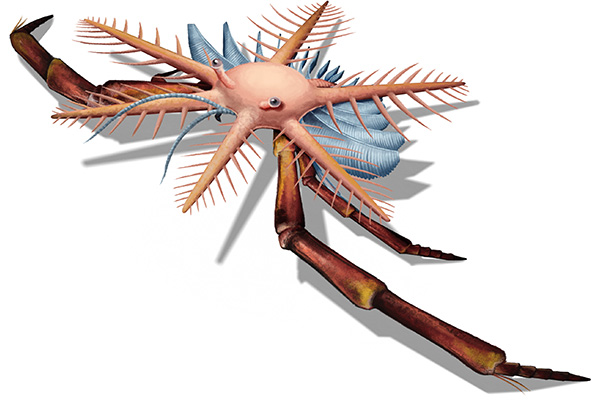
Mimetaster, um artrópode.
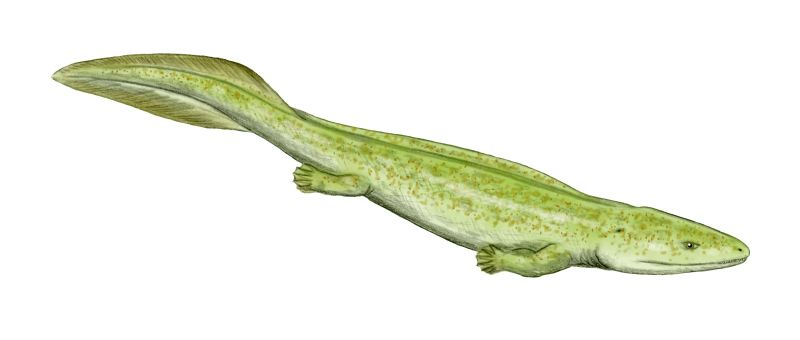
Elginerpeton, um tetrápode.
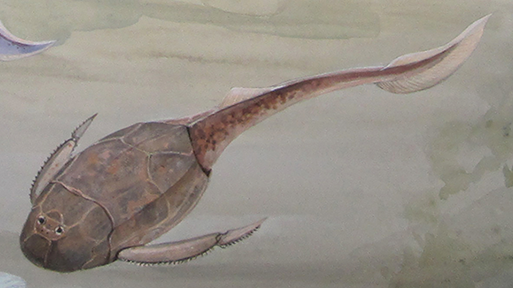
Bothriolepis, um peixe.
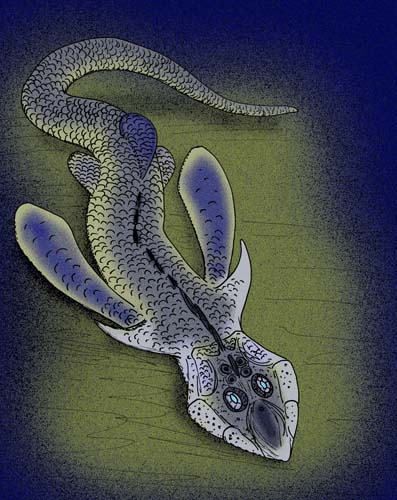
Paraplesiobatis, um placodermo.
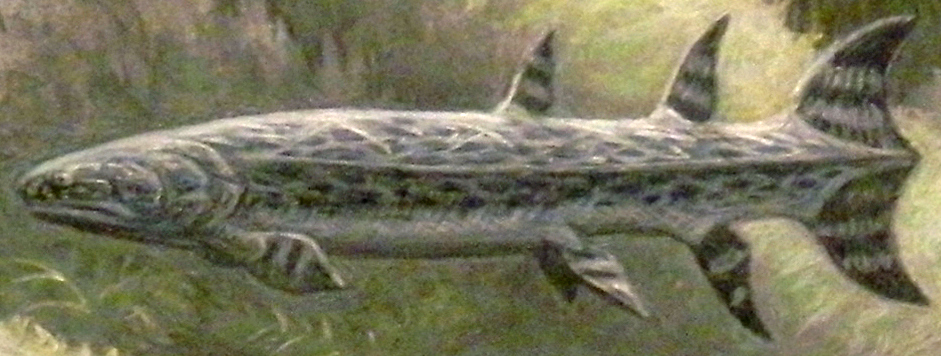
Hyneria, um peixe.
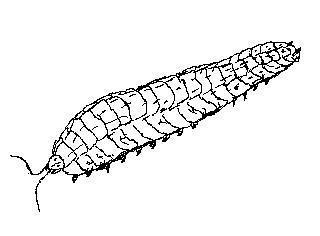
Eoarthropleura, um milípede.

## Flora
Com relação as plantas, é neste período que licopódios, samambaias e progimnospermas formam os primeiros bosques. Nestes bosques algumas samambaias arborescentes e árvores (como Archaeopteris e a classe Cladoxylopsida, por exemplo) podiam ultrapassar os 20 metros de altura. Muitas destas arvores já apresentavam madeira de verdade (lignina) em seus troncos.
Essas primeiras florestas e se espalhavam sem limites, devido ao fato de praticamente não existirem ainda animais herbívoros. Elas também absorviam enormes quantidade de dióxido de carbono e bombeavam para a atmosfera muito oxigênio, possivelmente estes fatos contribuíram para o maior desenvolvimento da vida terrestre em nosso planeta.

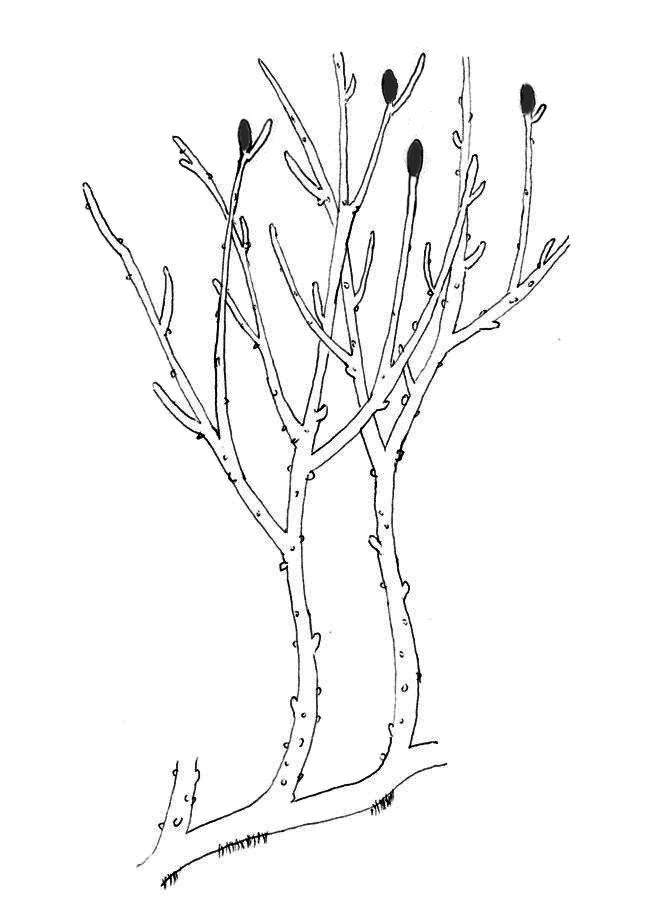
Rhynia uma planta vascular
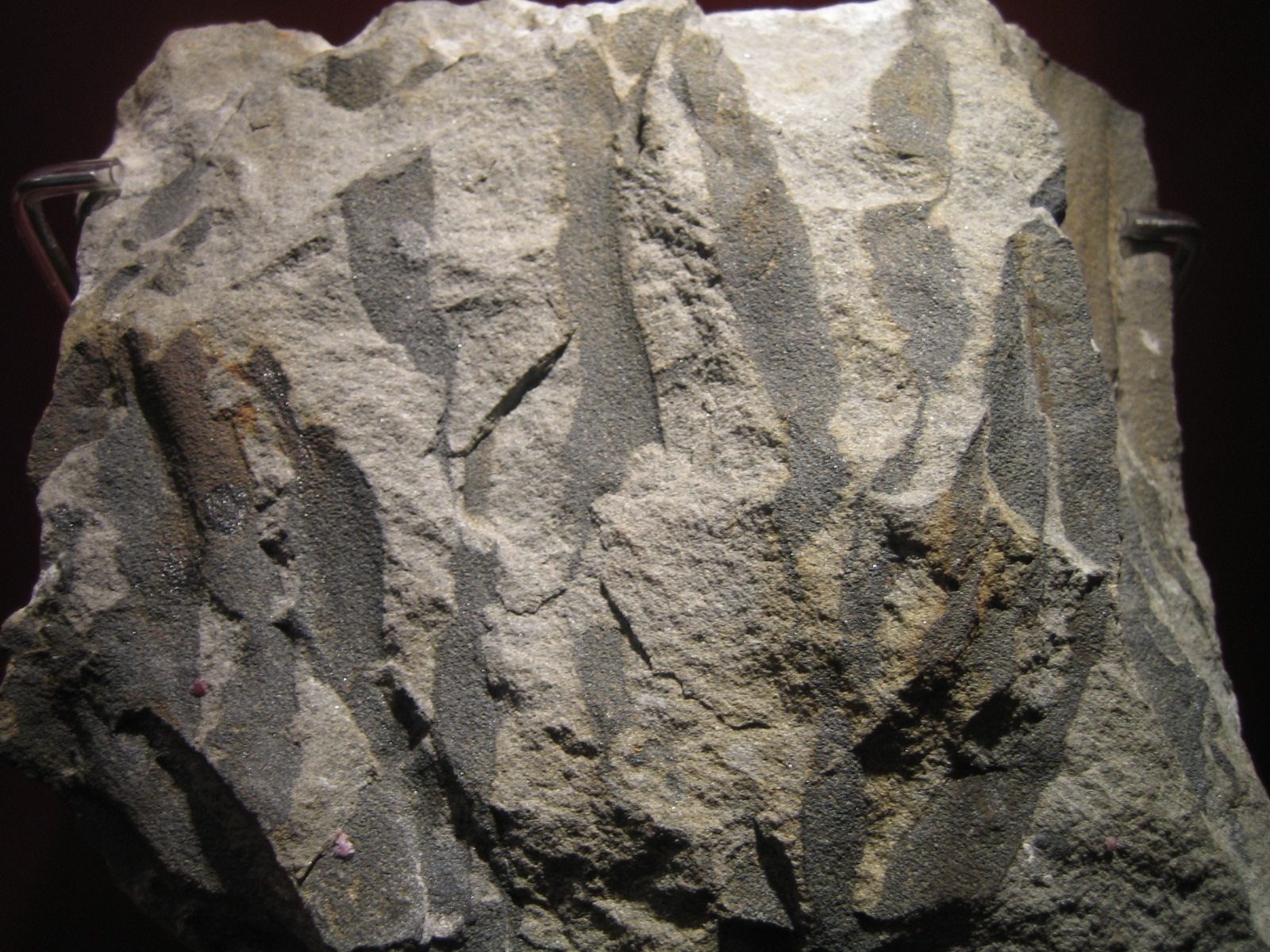
Wattieza ou Eospermatopteris a primeira árvore fóssil (classe Cladoxylopsida)
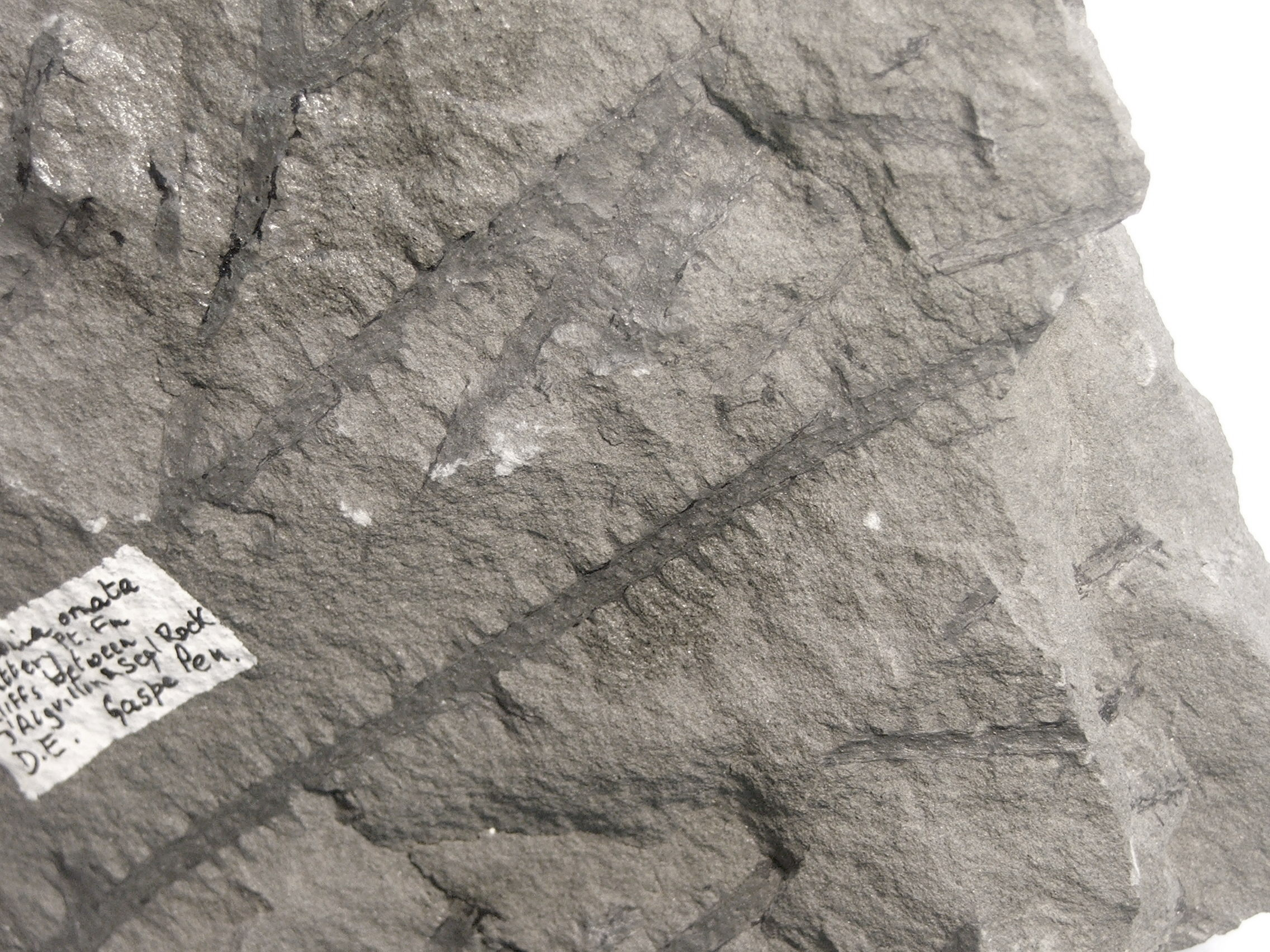
Sawdonia ornata uma planta vascular.
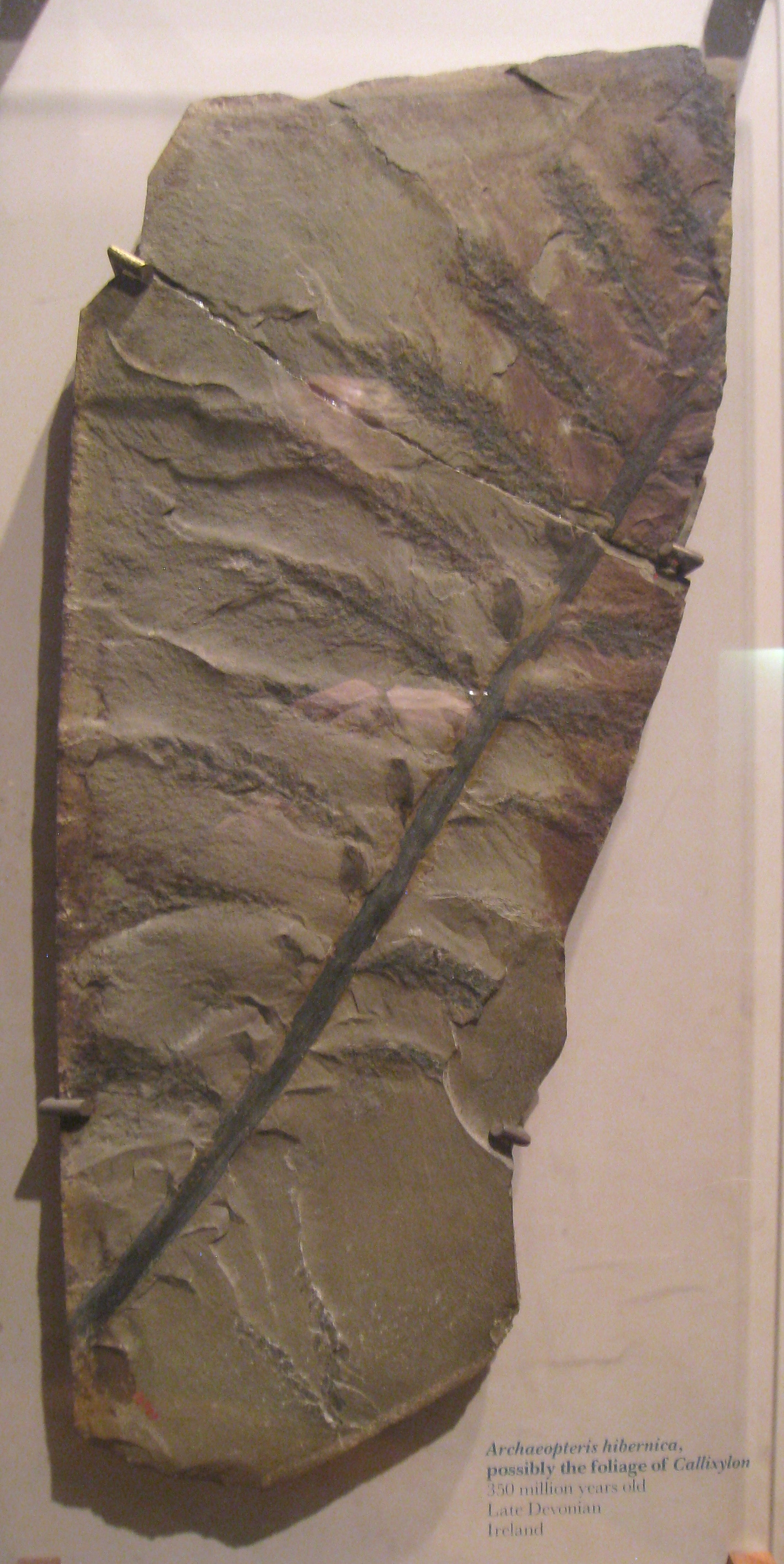
Archaeopteris hibernica Uma progimnopsperma
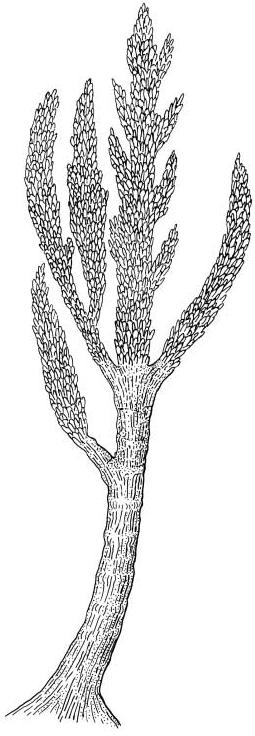
Prototaxites, um fungo de 8 m de altura.
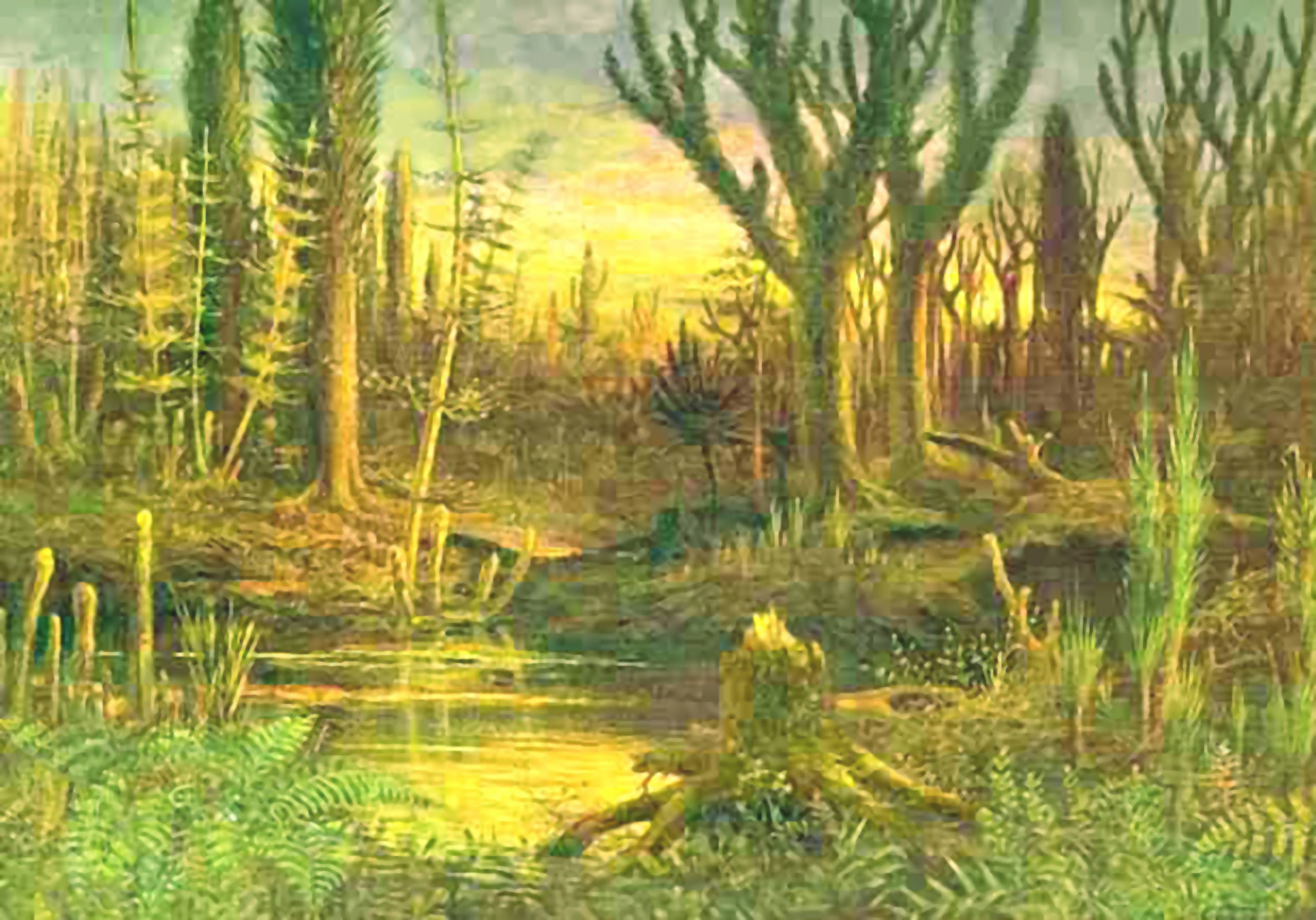
O período Devoniano marca o começo da colonização em grande escala da terra por plantas. Com grandes herbívoros terrestres ainda não presentes, grandes florestas cresceram e moldaram a paisagem.